# Dimitar Zlatanov
Dimitar Popov Zlatanov (em búlgaro:  Димитър Попов Златанов; Ihtiman, 9 de novembro de 1948) é um ex-jogador de voleibol da Bulgária que competiu nos Jogos Olímpicos de 1968, 1972 e 1980.
Zlatanov fez a sua estreia em Olimpíadas nos jogos de 1968, jogando em nove confrontos e terminando na sexta posição com o conjunto búlgaro. Em 1972, ele participou de sete jogos e o time búlgaro finalizou na quarta colocação na competição olímpica. Oito anos depois, ele fez parte da equipe búlgara que conquistou a medalha de prata no torneio olímpico de 1980, no qual atuou em seis partidas.